# يلي درق سفلي
يلي درق سفلي هي قرية في مقاطعة هشترود، إيران. عدد سكان هذه القرية هو 116 في سنة 2006.